# 荷兰安的列斯航空980号班机空难
荷兰安的列斯航空980号班机是一班计划由纽约的约翰·肯尼迪国际机场起飞，从荷属安的列斯的茱莉安娜公主国际机场（今属荷属圣马丁）降落的班机。1970年5月2日，该班机几次降落未果，由于燃油用尽被迫在加勒比海上降落。该次事故导致23人死亡，40人受伤。